# بروزك (فين)
بروزك (بالفارسية: پروزک) هي قرية تقع في إيران في قسم فين الريفي. يقدر عدد سكانها بـ 109 نسمة بحسب إحصاء 2016.